# Sulfonanilide

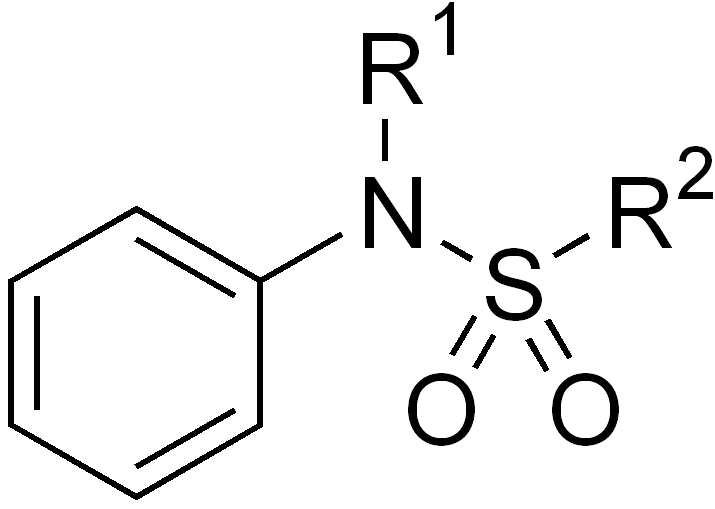
Structuurformule van sulfonanilide.

Een sulfonanilide is in de organische chemie een stofklasse, die gekenmerkt wordt door een zwavelatoom, dat door middel van een dubbele binding aan twee zuurstofatomen is gebonden (een sulfonylgroep), aan een stikstofatoom en aan een koolwaterstofgroep (R2). Het stikstofatoom is gebonden aan een benzeenring en aan een tweede koolwaterstofgroep (R1), waardoor dit een afgeleide van aniline vormt.